# C/1680 V1
C/1680 V1 ist ein Komet, der um den Jahreswechsel 1680/1681 mit dem bloßen Auge gesehen werden konnte, möglicherweise auch am Tage. Er wird aufgrund seiner außerordentlichen Helligkeit zu den „Großen Kometen“ gezählt.
Der Komet spielt in der Geschichte der Kometenforschung eine bedeutende Rolle, da er als erster Komet durch ein Fernrohr entdeckt wurde und aus seinen Beobachtungen erstmals eine genaue Bahnbestimmung gelang und damit der Beweis, dass sich Kometen auch auf elliptischen Bahnen bewegen. Dabei erwies er sich als extremer Sonnenstreifer und kam auch der Erde zweimal relativ nahe.

## Entdeckung und Beobachtung
Um 1680 war das Fernrohr ein Instrument, das bereits seit 70 Jahren von den Astronomen gebraucht wurde, aber Kometen waren bisher nur mit bloßem Auge entdeckt worden. Dies änderte sich, als Gottfried Kirch in Coburg am frühen Morgen des 14. November 1680 a den Mond und den Mars mit einem Fernrohr beobachtete. Er sah neben dem Mond einen Stern, der nicht in Tycho Brahes Sternkatalog verzeichnet war. Als er die Position dieses Sterns näher bestimmen wollte und sein Fernrohr bewegte, stieß er auf etwas, das er später als „eine Art nebliger Fleck von ungewöhnlichem Aussehen“ beschrieb und das er entweder für „einen nebulösen Stern, ähnlich dem im Gürtel der Andromeda“ oder für einen Kometen hielt. In der Tat war sein „nebulöser Stern“ ein neuer Komet und Kirchs zufällige Entdeckung ging in die Geschichte ein als die erste Kometenentdeckung mit Hilfe eines Fernrohrs.
Zur Zeit seiner Entdeckung hatte der Komet noch keinen Schweif ausgebildet und war noch nicht mit bloßem Auge zu erkennen. Zwei Tage später hatte der Komet seine Position verändert und ein schwacher Schweif von ½° Länge war im Fernrohr zu erkennen.
Der Komet nahm rasch an Helligkeit zu und wurde am Morgen des 21. November in England gesehen. Bis Ende November hatte er sich zu einer auffälligen Erscheinung entwickelt. Nach J. D. Ponthio wurde am 27. November in Rom ein Schweif von 15° Länge beobachtet und schon zwei Tage später wurden von Arthur Storer in Maryland, Nordamerika zwischen 15 und 20° geschätzt. Bis Ende des Monats wurden immer größere Schweiflängen bis zu 36° berichtet und der Komet erschien „größer“ als ein Stern 1. Größe.
Anfang Dezember näherte sich der Komet immer mehr der Sonne. Johannes Hevelius beobachtete ihn in Danzig am Morgen des 2. Dezember und an den folgenden beiden Tagen. Bald darauf konnte der Komet aber durch seine Sonnennähe nicht mehr beobachtet werden. Hevelius vermutete bereits, dass er nach seinem möglichen Vorbeigang an der Sonne wieder sichtbar werden würde. Nach späteren Berechnungen ging der Komet am 18. Dezember durch seinen sonnennächsten Punkt (Perihel) (von der Erde aus gesehen ging er ab etwa 11:30 Uhr UT für eine dreiviertel Stunde – von Menschen unbeobachtet, weil technisch noch nicht beobachtbar – hinter der Sonnenscheibe vorbei).
Ab 20. Dezember war er von der Nordhalbkugel am Abendhimmel im Südwesten als ein großartiges Schauspiel zu beobachten, sein Schweif erstreckte sich fast bis zum Zenit. Die Schönheit des Kometen wurde noch durch einen goldschimmernden Schweif verstärkt, wie berichtet wurde. John Flamsteed berichtete aus dem 4 Jahre jungen Royal Greenwich Observatory bei London am 21. Dezember von einem Lichtstrahl (Lichtstreifen?) mit der Breite des Vollmonds, der sich senkrecht vom Horizont erhob. Ponthio schätzte die Schweiflänge am 22. Dezember zu 70° mit einer Breite von 3° an seinem Ende. Der Kopf des Kometen war so hell wie ein Stern erster Größe und der Schweif so lang, dass er am nordwestlichen Horizont noch fünf Stunden zu sehen war, nachdem der Kopf untergegangen war. Hevelius sah ihn wieder am Abend des 24. Dezember, aber er konnte keine exakten Messungen vornehmen, da sein Observatorium, seine Instrumente und seine Bücher im Jahr zuvor durch ein Feuer zerstört worden waren. Jean de Fontaney konnte in Frankreich mit einem Fernrohr auffällige Veränderungen des Kometenkerns beobachten, möglicherweise Staub- und Gasfontänen oder Fragmente, die sich vom Kern ablösten. Ähnliches beschrieb auch Robert Hooke in England, der am 28. Dezember einen Schweif von 90° Länge beobachtete und der sich damit über das halbe Firmament erstreckte.
Im Januar 1681 zeigte der Komet erste Anzeichen des Verblassens, doch der Schweif blieb sehr lang und auffällig: Nach Flamsteed war der Kopf am 5. Januar schwächer als ein Stern 3. Größe, der Schweif maß aber drei Nächte später noch immer 55°. Kirch berichtete am 7. Januar auch von einem (sehr schwachen) Gegenschweif, der zur Sonne zeigte, aber diese Beobachtung wurde von niemand anderem bestätigt. Isaac Newton sah den Kometen am 15. Januar mit einem 40° langen gekrümmten Schweif, Flamsteed verglich am 19. Januar die Helligkeit des Kometenkopfes mit der eines Sterns fünfter Größe.
Anfang Februar begann der Komet für viele Beobachtern außer Sicht zu geraten, Flamsteed verglich seinem Kopf am 4. Februar mit einem Stern siebter Größe. Doch sein Schweif war immer noch freiäugig zu erkennen und Newton schätzte ihn am 6. Februar bei guter Sicht auf 12° Länge. Von Flamsteed, Hevelius und Ponthio wurde der Komet noch einmal am 17. Februar gesehen, im März wurde er dann nur noch teleskopisch von Newton verfolgt. Zum letzten Mal sah er ihn kaum noch erkennbar am 19. März kurz vor Mitternacht knapp über dem Horizont.
Der Komet erreichte am 29. Dezember 1680 eine Helligkeit von 1–2 mag.

## Weitere Beobachtungen weltweit

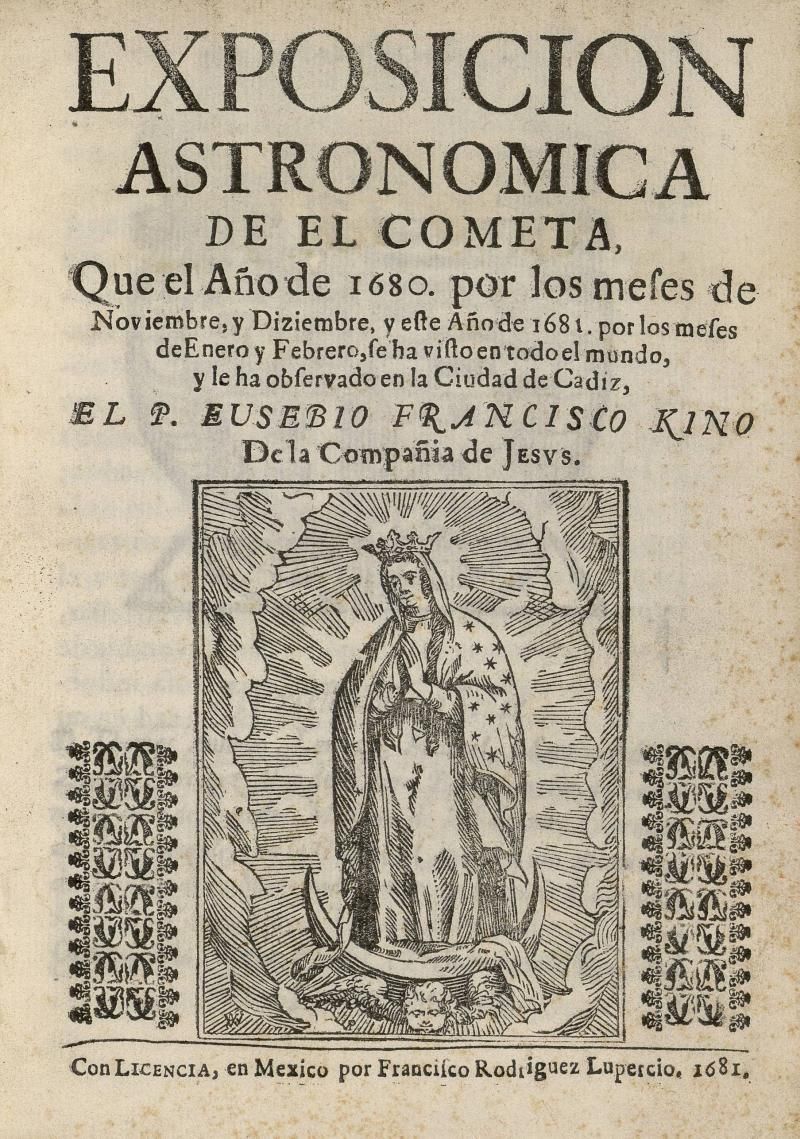
Traktat von Eusebio Francisco Kino (1681)

Bereits am Morgen des 20. November 1680 (Ortszeit) wurde der Komet von den Philippinen aus mit bloßem Auge gesehen, drei Tage danach wird in China von einem weißen „Besenstern“ mit einem Schweif von über 1° Länge berichtet. In China konnte er dann zunächst ab dem 7. Dezember nicht mehr gesehen werden, weil er zu nahe an die Sonne gewandert war. Kurz vor seinem Vorbeigang an der Sonne soll der Komet aber auf den Philippinen am 18. Dezember sogar mittags am Taghimmel gesehen worden sein (dieser Bericht ist allerdings anzuzweifeln), ebenso wie (glaubwürdiger) am Nachmittag des 19. Dezember bei New York. Die Chinesen sahen ihn wieder am 21. Dezember am Abendhimmel mit einem über 60° langen Schweif. Am 8. Januar 1681 wurde auf den Philippinen ein Schweif von 75° Länge beobachtet, zum letzten Mal wurde der Komet dort am 14. Februar gesehen.
Der Tiroler Jesuit Eusebio Francisco Kino zeichnete die scheinbare Bahn des Kometen während seiner Seereise nach Mexiko auf. Er begann wegen einer verspäteten Abreise mit seinen Beobachtungen noch in Cádiz spät im Jahre 1680. Mit seiner Ankunft in Mexiko-Stadt veröffentlichte er die Schrift Exposición astronómica de el cometa, in der er seine Beobachtungen präsentierte. Kinos Veröffentlichung war damit eine der ersten wissenschaftlichen Untersuchungen, die in der neuen Welt herauskamen. Es kam zu einer Auseinandersetzung mit dem mexikanischen Universalgelehrten und Astronomen Carlos de Sigüenza y Góngora, der in einem Manifest den mit dem Erscheinen des Kometen verbundenen Aberglauben heftig kritisierte.
Ein weiterer Jesuit, der den Kometen in Mexiko beobachtete und darüber berichtete, war der Kroate Ivan Ratkaj. Der Jesuit Claude Chauchetière beschrieb die Beunruhigung der Bevölkerung durch das Auftauchen des Kometen bei Montreal.

## Wirkung auf die Öffentlichkeit

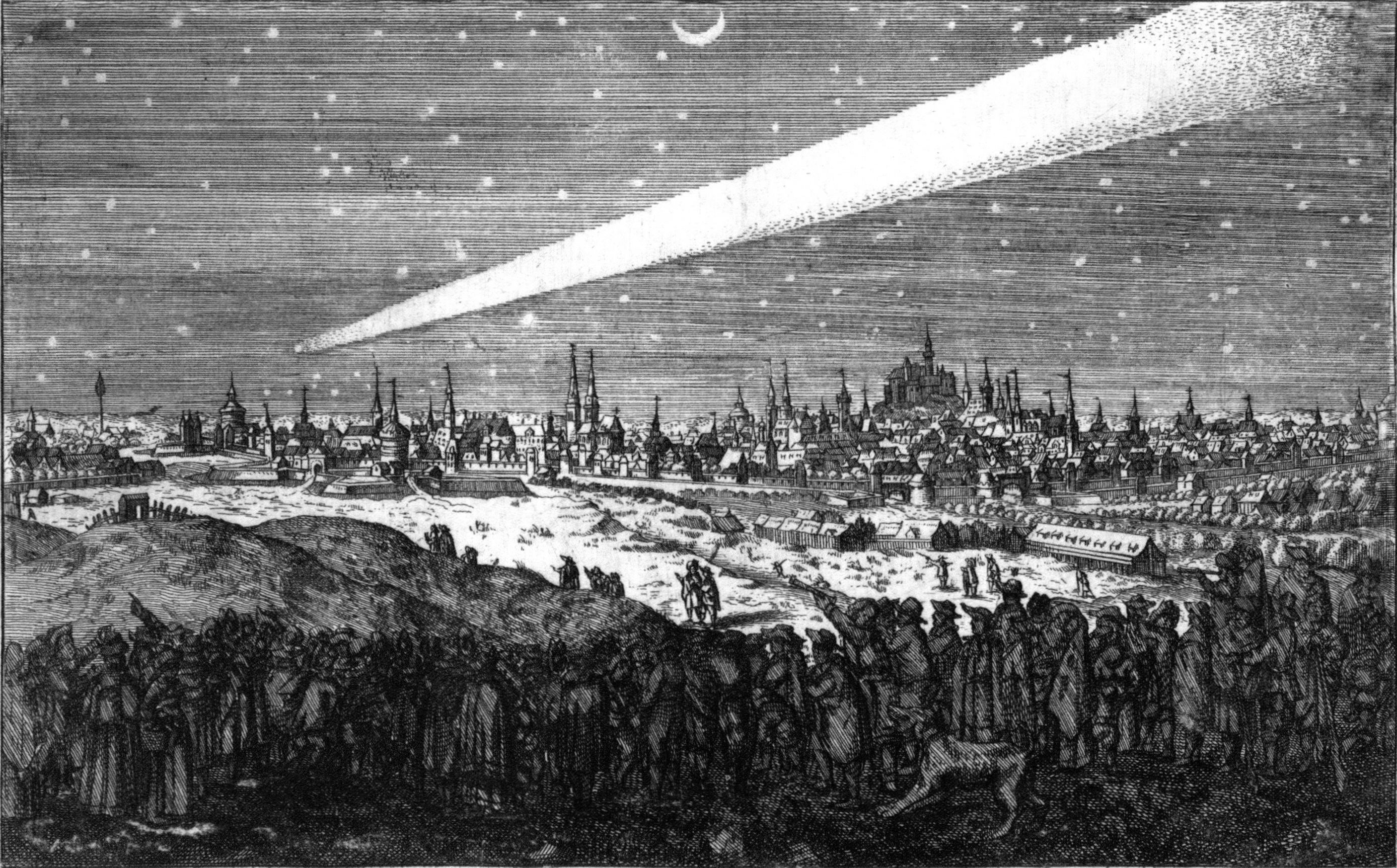
Illustration aus einem zeitgenössischen Flugblatt: Der Komet über Nürnberg

Der Komet entfaltete auf die Öffentlichkeit eine ungeheure Wirkung. Eine Flut von Schriften und Flugblättern, zumeist beflügelt von einer religiös verbrämten Kometenfurcht, verbreitete sich noch während oder kurz nach seinem Erscheinen. Auf zahlreichen bildlichen Darstellungen wird er zumeist markant über Stadtsilhouetten dargestellt, wie er von riesigen versammelten Menschenmassen bestaunt wird.
So zeigt zum Beispiel ein mit einem großen Bild illustriertes Flugblatt den Kometen, dessen breit aufgefächerter Schweif weit über den Himmel reicht. b Dicht gedrängt stehen die Menschen auf den Hügeln vor den Mauern Nürnbergs und bestaunen das Ereignis, manche auch mit Fernrohren. Der Text des Flugblatts beginnt mit einem Verweis auf die Bibel, auf Gottes Langmut mit der sündigen Menschheit und Seine Aufforderung zur Buße angesichts der „himmlischen Fackel, Rute und Schwert“. In einem starken Kontrast dazu werden aber auch ausführliche Beschreibungen der Bewegung des Kometen durch die Sternbilder, der Umkehr seiner Bewegungsrichtung nach dem Vorbeigang an der Sonne, sowie vorgeblich präzise Angaben zu Helligkeit, Entfernung und Größe des Kometen und Länge seines Schweifs gemacht.

## Aberglaube
Im Vergleich mit den Kometen der Jahrhunderte zuvor hatte sich im beginnenden Zeitalter der Aufklärung durch das Aufkommen exakter Wissenschaft ein deutlicher Wandel vollzogen, indem selbst Schriften für das einfache Volk auf die astronomischen Fakten betreffend den Kometen hinwiesen. Der Aberglaube war damit aber noch nicht völlig verschwunden und die meisten Schriften konnten nicht umhin, auf eine „Bedeutung“ des „himmlischen Zeichens“ einzugehen. Auch dieser Schweifstern wurde daher wie viele seiner Vorgänger als Zeichen des nahenden Weltuntergangs, zumindest aber als Mahnung Gottes angesehen; in den Kirchen wurden Bußgottesdienste abgehalten.
Noch zu Zeiten Newtons wurde der Komet durch William Whiston mit einer Vielzahl von mythologischen und historischen Katastrophen in Verbindung gebracht, zwischen denen jeweils 575 Jahre liegen sollten: Die Sintflut im Jahr 2916 v. Chr., zwei Perioden später die Überschwemmung des Ogygos im Jahr 1767 v. Chr., der Beginn des Trojanischen Kriegs im Jahr 1192 v. Chr., die Zerstörung Ninives im Jahr 617 v. Chr., das Todesjahr von Julius Caesar im Jahr 43 v. Chr., der Beginn der Regierungszeit Justinians I. im Jahr 531 mit vielen Kriegen, Erdbeben und Seuchen, der Beginn der Kreuzzüge im Jahr 1106, und schließlich die Erscheinung im Jahr 1680. Im Jahr 2255 sollte dann vielleicht das Ende der abendländischen Kultur bevorstehen. Diese Zusammenstellung beruhte auf einer auf Edmond Halley zurückgehenden ungenauen Berechnung des Kometenorbits mit einer willkürlich angenommenen Umlaufzeit von 575 Jahren (Halley vermutete einen Zusammenhang zwischen dem Kometen von 1106 und diesem) und wurde noch im 19. Jahrhundert von D’Alembert in der Encyclopédie française und in Almanachen kolportiert. Dieser Unsinn fand erst ein Ende als 1816 von Johann Franz Encke genaue Berechnungen der Bahnelemente des Kometen von 1680 durchgeführt wurden, die ergaben, dass seine Umlaufzeit nicht 575, sondern fast 10.000 Jahre beträgt.

## Wissenschaftliche Auswertung
Zahlreiche Astronomen beobachteten den gewaltigen Schweifstern mit großer Sorgfalt. Der Astronom Johannes Kepler, der 1609 die Gesetzmäßigkeiten veröffentlicht hatte, nach denen sich Planeten in elliptischen Umlaufbahnen um die Sonne bewegen, war noch der Ansicht gewesen, dass sich Kometen in geraden Bahnen durch das Weltall bewegen. Giovanni Alfonso Borelli vermutete 1665 nach seiner Beobachtung des Kometen von 1664 jedoch Parabel- oder Ellipsenbahnen. Auch Hevelius vertrat in seiner 1668 erschienenen Cometographia die Ansicht, dass die Kometen sich auf zur Sonne hin gekrümmten Bahnen bewegen, allerdings dachte er noch nicht daran, dass diese Bahnen die Sonne umkreisten.
Auch Giovanni Domenico Cassini vertrat in einer Schrift von 1681 den Standpunkt, dass es sich bei den Beobachtungen vom November bis Anfang Dezember um einen anderen Kometen handelte als bei demjenigen, der ab Ende Dezember bis zum März beobachtet wurde. Er konnte sich nicht mit dem Gedanken einer stark gekrümmten Kometenbahn anfreunden.

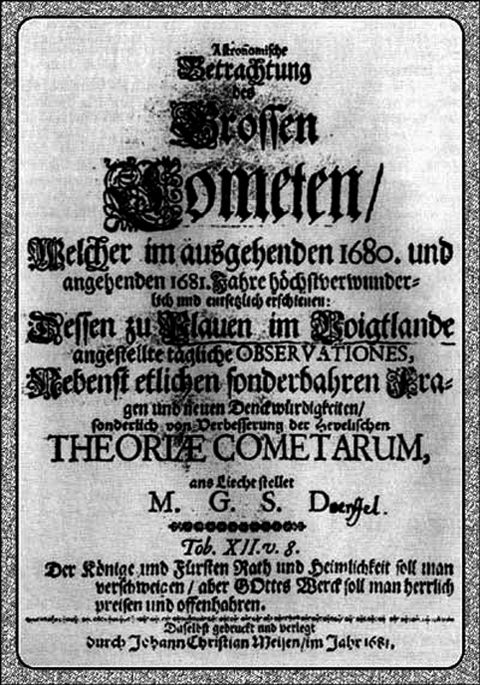
Titelblatt von Dörffels Schrift

Georg Samuel Dörffel, ein Geistlicher aus Plauen, der den Kometen vom 2. bis 4. Dezember und dann wieder vom 28. Dezember bis 10. Februar beobachtet hatte, warf zuerst die Frage auf, ob die Bahnen der Kometen nicht Parabeln seien, deren Brennpunkt mit dem Mittelpunkt der Sonne zusammenfalle. Er wurde dazu veranlasst durch seine Beobachtungen des Kometen von 1680, der sich zuerst auf die Sonne zu und dann wieder von ihr wegbewegte. Er hielt seine Gedanken in einer Schrift in deutscher Sprache fest.
Hätte er seine Schrift in Latein verfasst, wäre ihr vielleicht mehr Aufmerksamkeit zuteilgeworden, vielleicht auch von Newton, der sich ebenfalls mit Untersuchungen über die Kometen beschäftigte. Newton war nämlich zu demselben Gedanken gekommen, als er sein allgemeines Gravitationsgesetz entwickelte. Er kam zu dem Ergebnis, die Kometenbahnen müssten ebenso wie die Bahnen der Planeten Ellipsen sein, in deren einem Brennpunkt die Sonne steht – allerdings nicht nahezu kreisförmige Ellipsen, sondern extrem langgezogene, wodurch die Kometen nicht ständig sichtbar seien, sondern nur, wenn sie den sonnennahen Teil ihrer Bahn durchlaufen. Diesen Teil aber, fügte Newton hinzu, könne man auch durch eine Parabel annähern, die sich in der Nähe des Brennpunkts wenig von einer exzentrischen Ellipse unterscheidet.

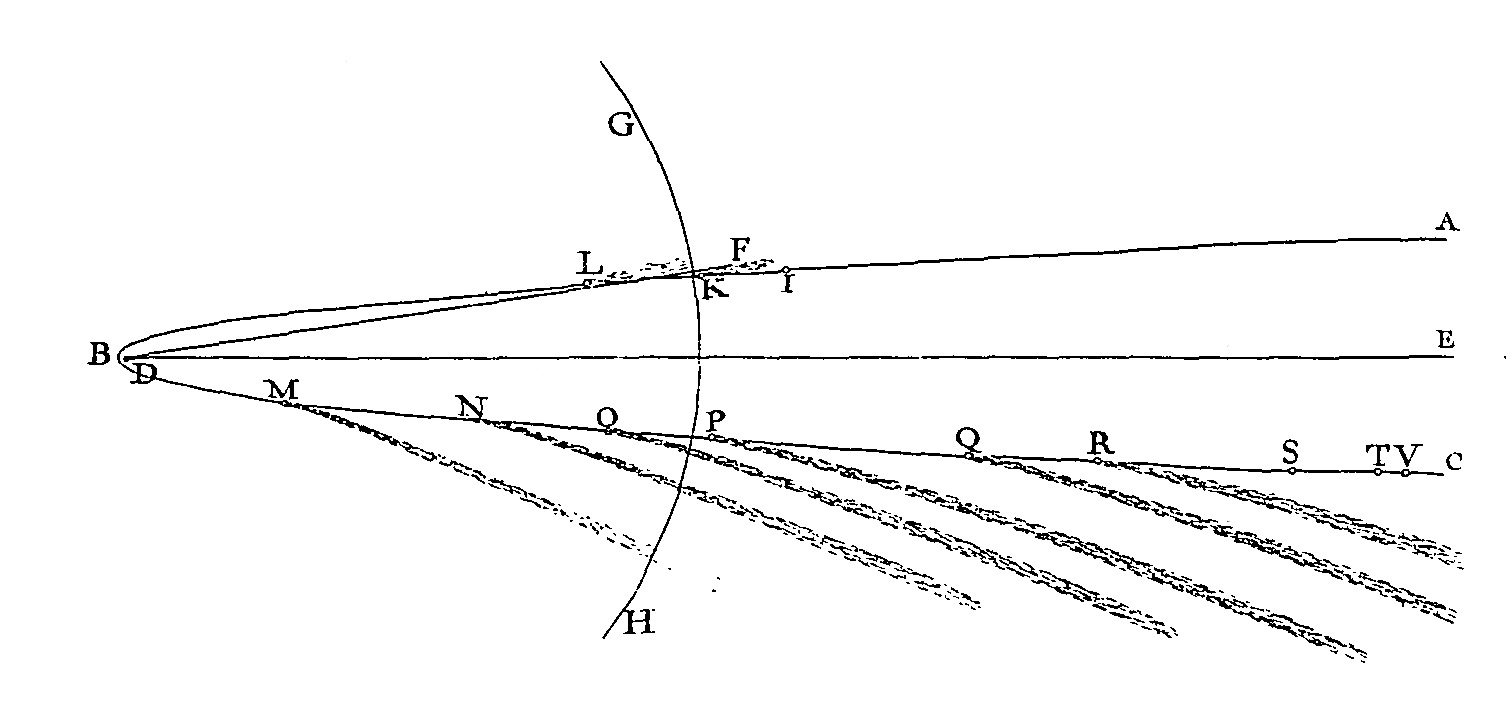
Der Orbit des Kometen von 1680 in Parabelform, aus Isaac Newtons Principia

Newton versuchte, seine Hypothese durch einen realen Fall zu überprüfen. Er zeigte, wie man eine parabolische Bahn eines Kometen aus drei durch Beobachtung gewonnenen Positionen berechnen kann. Er wählte exemplarisch aus Flamsteeds Beobachtungen des Kometen von 1680 drei Punkte aus und berechnete aus diesen eine parabolische Bahn, die mit allen weiteren Beobachtungen so perfekt zusammenpasste, dass kein Zweifel mehr daran blieb, dass damit die wahre Bahn der Kometen entdeckt wäre. Newton veröffentlichte seine Entdeckung in der 1687 erschienenen Philosophiae Naturalis Principia Mathematica. Damit waren auch die verbreiteten zeitgenössischen Ansichten widerlegt, dass es sich bei dem Kometen von 1680 um zwei verschiedene Kometen handelte, einer der sich im November auf die Sonne zubewegte und ein anderer, der sich ab Dezember von der Sonne wegbewegte.
Für diesen Kometen lagen durch zahlreiche Beobachter, darunter Johann Jacob Zimmermann aus Nürnberg, genaue Positionsbestimmungen ab Mitte November 1680 bis in den Februar 1681 vor, so dass durch Newton, Halley, Leonhard Euler, Alexandre Guy Pingré, Encke und Jakob Philipp Wolfers bis Mitte des 19. Jahrhunderts immer wieder ähnliche Bahnelemente berechnet werden konnten, die aber stark unterschiedliche Umlaufzeiten ergaben.

## Umlaufbahn
Für den Kometen konnte aus 30 Beobachtungen über 125 Tage durch Encke eine elliptische Umlaufbahn bestimmt werden, die um rund 61° gegen die Ekliptik geneigt ist. Seine Bahn steht damit steil angestellt zu den Bahnebenen der Planeten. Im sonnennächsten Punkt der Bahn (Perihel), den der Komet zuletzt am 18. Dezember 1680 durchlaufen hat, befand er sich nur etwa 930.000 km vom Sonnenmittelpunkt, das heißt, er befand sich nur etwa ein Drittel des Sonnenradius über der Sonnenoberfläche.
Obwohl der Komet damit unbestreitbar ein Sonnenstreifer war, ist er nicht Mitglied der Kreutz-Gruppe oder einer der anderen größeren Sonnenstreifer-Gruppen. Jedoch hatte der Komet C/2012 S1 (ISON), der sich kurz vor Erreichen seines Perihels auflöste, ähnliche Bahnelemente wie der Komet von 1680 und könnte einen gemeinsamen Ursprung mit diesem haben.
Während seiner Passage des inneren Sonnensystems kam der Komet auch vielen Planeten einmal oder mehrmals relativ nahe:
| Datum             | Planet  | Min. Abstand (in AE) |
| ----------------- | ------- | -------------------- |
| Februar 1679      | Saturn  | 1,5                  |
| Juli 1680         | Jupiter | 2,8                  |
| 12. Oktober 1680  | Mars    | 0,37                 |
| 30. November 1680 | Erde    | 0,42                 |
| 18. Dezember 1680 | Venus   | 0,72                 |
| 26. Dezember 1680 | Merkur  | 0,24                 |
| 4. Januar 1681    | Erde    | 0,49                 |
| September 1681    | Jupiter | 1,5                  |
| Dezember 1681     | Saturn  | 5,8                  |

Die beiden Annäherungen an die Erde entsprechen Entfernungen von etwa 63 Mio. km bzw. 73 Mio. km. Obwohl der Komet den großen Planeten Saturn und Jupiter mehrmals relativ nahekam, blieb seine Bahnform dadurch nahezu unverändert. Nach den Bahnelementen von Encke, wie sie in der Jet Propulsion LaboratoryJPL Small-Body Database angegeben sind und ohne Berücksichtigung von nicht-gravitativen Kräften auf den Kometen, hätte seine Bahn ursprünglich noch eine Exzentrizität von etwa 0,999987 und eine Große Halbachse von etwa 465 AE gehabt, so dass seine Umlaufzeit bei etwa 10.000 Jahren gelegen hätte.
Durch das Durchlaufen des inneren Sonnensystems wäre seine Bahnexzentrizität geringfügig auf etwa 0,999985 verringert und seine Große Halbachse auf etwa 477 AE vergrößert worden, so dass sich seine Umlaufzeit auf etwa 10.400 Jahre erhöhte. In Anbetracht der relativ unsicheren Bahnparameter sind alle angegebenen Daten aber nur als ungefähre Werte zu betrachten, Encke selbst nahm für seine Berechnung der Umlaufzeit eine sehr große Unsicherheit an.

## Rezeption in der Literatur
Der Aufklärer Pierre Bayle publizierte 1682 sein erstes Buch Lettre sur la comète de 1680 („Brief über den Kometen von 1680“), das 1683 erweitert als Pensées diverses sur la comète de 1680 („Verschiedene Gedanken über den Kometen von 1680“) erschien. Dort widersprach er den abergläubischen Vorstellungen, die man mit Kometen verband, und warb für die Idee, dass alles Wissen ständig kritisch überprüft werden muss. Bayle verteidigte zwar den christlichen Glauben, entwarf aber zugleich die Grundlagen einer nicht religiös bestimmten Moral bzw. Ethik, wobei er – entgegen der damals allgemein verbreiteten Meinung – davon ausging, dass ein Atheist nicht zwangsläufig auch unmoralisch handeln müsse.